# Прондзинский, Игнатий
Игнацы Прондзиньский (пол. Ignacy Prądzyński; 1792—1850) — польский бригадный генерал во время восстания 1830—1831 годов. Участник наполеоновских войн (1809—1814) и Польского восстания (1830-1831).

## Биография
Родился в 1792 году в Познани. Получил домашнее образование в Дрездене, под руководством каноника Езерского.
В 1809 году поступил в 11-й пехотный полк Наполеоновской армии и принимал участие в войнах против Австрии и России в 1809—1812 годах. Между прочим в 1812 году, в чине капитана-инженера, состоял при генерале Я. Г. Домбровском, командовавшем обсервационным корпусом под Бобруйском, описал военные действия этого отряда и объяснил многими картами, которые сам чертил по данным, собранным во время рекогносцировок.
По образовании Царства Польского, Прондзинский возвратился из Франции с польским войском и состоял членом комиссии для проведения пограничной линии между Царством и Пруссией. В 1816 году Прондзинский, его друг Колачковский и Густав Малаховский составили кружок, целью которого было объединить всех поляков, желавших охранять свою свободу и народность. Для этого они образовали тайное общество «Польских друзей», первое в ряду множества других, вскоре покрывших собою всю Польшу. В 1819 и 1820 годах Прондзинский читал офицерам курс стратегии и полевой фортификации и составил сочинение «Fortyfikacya polowa», оставшееся в рукописи. В апреле 1821 года в Варшаву приехал генерал Я. Н. Уминский, посол «Общества консиньеров герцогства Познанского», с целью войти в сношения с польскими масонами. Прондзинский, присутствуя на собраниях, поклялся участвовать в общем восстании, чтобы вернуть Польше независимость и присоединить к ней все отнятые земли. В начале 1822 года Прондзинский был арестован и только с большим трудом избежал заключения. В январе 1826 года снова поднялся вопрос о тайных обществах: в Варшаве было произведено множество арестов, а Прондзинскому, который в то время заведовал работами по устройству Августовского канала, было приказано явиться для допроса в Варшаву к Великому князю Константину Павловичу, после чего за ним стали следить; вскоре он был схвачен и заключён в Кармелитский монастырь, где и пробыл 3 года. Здесь он так пал духом, что решился уморить себя голодом, и только просьбы жены и обещания Великого князя даровать ему помилование удержали его от повторения попытки на самоубийство. Во время своего трёхлетнего заключения Прондзинский, по приказанию Константина Павловича, разрабатывал проект войны с Австрией. 13 (25) марта 1829 года Прондзинский был освобождён.
Во время польского восстания 1830 года Прондзинский был назначен революционерами в польский главный штаб генерал-квартирмейстером. Когда в январе 1831 года русские войска стали подвигаться в направлении Варшавы, Прондзинский убедил главнокомандующего в необходимости наступления. Результатом этого движения было поражение авангарда Ф. К. Гейсмара у Дембе-Виельке и отступление войск Г. В. Розена. Не давая противнику опомниться, поляки, побуждаемые Прондзинским, бросились преследовать русских, настигли их и разбили при Игане — 29 марта 1831 года. За это сражение Прондзинский был произведён в бригадные генералы. Он участвовал в Гроховском сражении и в сражении при Остроленке. После поражения здесь поляков, он был назначен начальником штаба, причём ему была получена реорганизация польских войск и приведение в порядок сильно запущенных штабных дел; но вскоре, однако, он подал прошение об отставке и в июле 1831 года отправился в Варшаву, где принял на себя управление работами по укреплению города. В августе, когда русские войска стали приближаться к Варшаве, растерявшийся сейм предложил Прондзинскому стать во главе армии, но он, чувствуя себя несостоятельным, отказался занять этот пост. 25 августа, после первого штурма Варшавы, Прондзинский был послан для переговоров с русскими. Свидание сторон состоялось в Воле, и поляки попросили отсрочки для размышления. Так как время шло, а ответа от них не получалось, И. Ф. Паскевич возобновил штурм — и 26 августа Варшава была взята.
Хотя вскоре после этого Прондзинский и получил прощение, но положение его сделалось настолько щекотливым, что князь Паскевич отправил его в Ярославль, откуда он, по приказанию императора Николая I, в 1832 году был привезён в Гатчину, чтобы описать войну, в которой он принимал столь деятельное участие. Труд Прондзинского, озаглавленный «Memoire historique et militaire sur la guerre en 1831» был разрешён цензурою в Варшаве лишь в ноябре 1897 года и вышел в Петербурге в 1898 году под заглавием: «Pamietnik historyczny і wojskowy о wojnie polsko-rosyjskiej w roku 1831»). Государю понравилась работа Прондзинского, и он позволил ему вернуться в Польшу, после чего Прондзинский поселился в своём имении, а затем переехал в Краков. В 1850 году Прондзинский послал Ф. Смитту, автору истории Польской войны, свои заметки относительно его книги, для исправления некоторых неточностей при печатании следующего издания, и Смит издал эти заметки и мнения некоторых других компетентных лиц в одной общей книге: «Feldherrn Stimmen aus und uber den Polnischen Krieg vom Jahre 1831». Прондзинский скончался 24 апреля 1850 года на острове Гельголанде в большой бедности.